# Altenbauna
Altenbauna ist ein Stadtteil von Baunatal im nordhessischen Landkreis Kassel.

## Geographische Lage
Altenbauna liegt zum Großteil im Naturpark Habichtswald südöstlich bis östlich des 413,4 m hohen Baunsbergs und wird von der Bauna durchflossen. Nördlich des Stadtteils verläuft die Bundesautobahn 44 und einiges jenseits davon die Landesstraße 3215 (ehemalige Bundesstraße 520). Im Südsüdosten trifft die L 3473 auf die L 3219, von der östlich der Ortschaft die L 3211 abzweigt.

## Geschichte

### Ortsgeschichte
Ersterwähnung
Altenbauna wird 1595 erwähnt, als für das Kirchspiel Kirchbauna mit den Dörfern Altenbauna, Rengershausen und Hertingshausen ein Kirchenbuch eingeführt wird. Die erste Erwähnung des Ortes „Bunon“, welcher nach heutigem Stand der Forschung Altenbauna entspricht, fand 1015 in einer Urkunde Kaiser Heinrichs II. statt. Diese Urkunde liegt heute im hessischen Staatsarchiv Marburg.
Neuere Geschichte
Durch diese rasante Entwicklung in der Gemeinde Altenbauna war es wichtig, neue Kooperationen einzugehen, da durch die Werksansiedlung auch ein verstärkter Zuzug zu verzeichnen war. Dies bedeutete, dass eine entsprechende Wohninfrastruktur geschaffen werden musste. So entstand durch den Zusammenschluss der ehemals selbständigen Gemeinden Altenbauna, Altenritte und Kirchbauna am 1. Januar 1964 die damalige Gemeinde Baunatal. Diese erhielt 1966 nach dem Zusammenschluss mit der Gemeinde Großenritte die Stadtrechte.
Im Jahr 2015 wurde das 1000-jährige Bestehen des Ortes Bauna begangen.

### Bevölkerung
Einwohnerstruktur 2011
Nach den Erhebungen des Zensus 2011 lebten am Stichtag dem 9. Mai 2011 in Altenbauna 11.928 Einwohner. Darunter waren 1020 (8,6 %) Ausländer.
Nach dem Lebensalter waren 1887 Einwohner unter 18 Jahren, 4665 waren zwischen 18 und 49, 2667 zwischen 50 und 64 und 712 Einwohner waren älter.
Die Einwohner lebten in 5484 Haushalten. Davon waren 1791 Singlehaushalte, 4155 Paare ohne Kinder und 3261 Paare mit Kindern, sowie 1041 Alleinerziehende und 216 Wohngemeinschaften. In 3024 Haushalten lebten ausschließlich Senioren und in 8157 Haushaltungen leben keine Senioren.
Einwohnerentwicklung
- 1585: 21 Haushaltungen[4]
- 1747: 38 Haushaltungen[4]

| Altenbauna: Einwohnerzahlen von 1834 bis 2020 | Altenbauna: Einwohnerzahlen von 1834 bis 2020 | Altenbauna: Einwohnerzahlen von 1834 bis 2020 | Altenbauna: Einwohnerzahlen von 1834 bis 2020 | Altenbauna: Einwohnerzahlen von 1834 bis 2020 |
| --- | --------------------------------------------- | --------------------------------------------- | --------------------------------------------- | --------------------------------------------- |
| Jahr |                                               |                                               |                                               | Einwohner                                     |
| 1834 | 1834                                          |                                               | 304                                           | 304                                           |
| 1840 | 1840                                          |                                               | 316                                           | 316                                           |
| 1846 | 1846                                          |                                               | 335                                           | 335                                           |
| 1852 | 1852                                          |                                               | 353                                           | 353                                           |
| 1858 | 1858                                          |                                               | 361                                           | 361                                           |
| 1864 | 1864                                          |                                               | 385                                           | 385                                           |
| 1871 | 1871                                          |                                               | 388                                           | 388                                           |
| 1875 | 1875                                          |                                               | 389                                           | 389                                           |
| 1885 | 1885                                          |                                               | 408                                           | 408                                           |
| 1895 | 1895                                          |                                               | 403                                           | 403                                           |
| 1905 | 1905                                          |                                               | 447                                           | 447                                           |
| 1910 | 1910                                          |                                               | 485                                           | 485                                           |
| 1925 | 1925                                          |                                               | 560                                           | 560                                           |
| 1939 | 1939                                          |                                               | 657                                           | 657                                           |
| 1946 | 1946                                          |                                               | 949                                           | 949                                           |
| 1950 | 1950                                          |                                               | 909                                           | 909                                           |
| 1956 | 1956                                          |                                               | 821                                           | 821                                           |
| 1961 | 1961                                          |                                               | 1.342                                         | 1.342                                         |
| 1970 | 1970                                          |                                               | 2.315                                         | 2.315                                         |
| 1980 | 1980                                          |                                               | ?                                             | ?                                             |
| 1990 | 1990                                          |                                               | ?                                             | ?                                             |
| 2000 | 2000                                          |                                               | ?                                             | ?                                             |
| 2011 | 2011                                          |                                               | 11.928                                        | 11.928                                        |
| 2018 | 2018                                          |                                               | 11.997                                        | 11.997                                        |
| 2020 | 2020                                          |                                               | 12.125                                        | 12.125                                        |
| Datenquelle: Historisches Gemeindeverzeichnis für Hessen: Die Bevölkerung der Gemeinden 1834 bis 1967. Wiesbaden: Hessisches Statistisches Landesamt, 1968. Weitere Quellen: LAGIS; Stadt Baunatal; Zensus 2011 |                                               |                                               |                                               |                                               |

Religionszugehörigkeit
| • 1885: | 408 evangelische (= 100 %) Einwohner                                |
| • 1961: | 1004 evangelische (= 74,81 %), 59 katholische (= 12,50 %) Einwohner |

## Religion

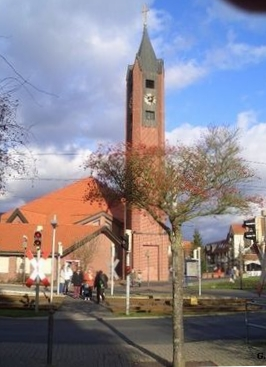
Katholische Kirche Christus Erlöser Baunatal-Altenbauna

Die heutige evangelische Friedenskirche ersetzte 1881 die ältere Dorfkapelle. Schon in einer Schulchronik wurde 1879 die Baufälligkeit dieser Kapelle beklagt. Die katholische Kirche Christus Erlöser wurde am 16. November 1985 geweiht.

## Politik

### Bürgermeister
Amtszeiten der Bürgermeister
- 1859–1862 Jacob Schmidt
- 1863–1880 Caspar Wicke
- 1881–1889 Joh. Opfermann
- 1890–1919 Heinrich Wicke
- 1920–1929 Hermann Diegler
- 1930–1933 Justus Ohlwein
- 1933–1934 Hermann Diegler
- 1934–1945 Konrad Brede
- 1945–1946 Gustav Jahn
- 1946–1955 Martin Kümmel
- 1955–1958 Max Riegel
- 1958–1963 Adam Diegler
- 1963–1964 Fritz Betzing (kommissarisch)

## Wirtschaft
Im Jahre 1936 entstand im Lohwald zwischen Altenbauna und Rengershausen der Rüstungsbetrieb Henschel Flugmotorenbau.
1957 siedelte sich das Volkswagenwerk Kassel auf dem Gelände des ehemaligen Henschel-Flugmotorenwerkes an. Dort werden heute vor allem Getriebe, Karosserieteile und Abgasanlagen hergestellt.